# Pilosella pilosellina
Pilosella pilosellina là một loài thực vật có hoa trong họ Cúc. Loài này được (F.W.Schultz) Soják miêu tả khoa học đầu tiên năm 1971.